# Oxyopes embriki
Oxyopes embriki là một loài nhện trong họ Oxyopidae.
Loài này thuộc chi Oxyopes. Oxyopes embriki được Carl Friedrich Roewer miêu tả năm 1951.